# Liste de scriitori
Această pagină conține liste de scriitori
(români și străini):

## După genul scrierilor
- Listă de biografi
- Listă de eseiști
- Listă de scriitori de fantasy
- Listă de istorici
- Listă de umoriști
- Listă de jurnaliști
- Listă de dramaturgi
- Listă de poeți
- Lista autorilor de literatură „Science-fiction“
- Listă de autori de literatură utopică
- Listă de autori de literatură distopică
- Listă de autori de literatură pentru adolescenți
- Listă de critici literari
- Listă de romancieri
- Listă de autori de jurnale
- Listă de memorialiști
- Listă de autobiografi
- Listă de autori de corespondență
- Listă de prozatori
- Listă de traducători
- Listă de semioticieni
- Listă de fabuliști
- Listă de autori de basme
- Listă de istorici literari
- Listă de editori ai unor ediții critice
- Listă de teoreticieni literari
- Listă de cercetători literari
- Listă de disidenți literari
- Listă de autori care trăiesc în diaspora
- Listă de autori aflați în exil politic
- Listă de laureați ai premiului Nobel pentru literatură
- Listă de laureați ai premiului Goncourt
- Listă de laureați ai Premiului Uniunii Scriitorilor din România
- Lista autorilor de literatură pentru copii
- Lista autorilor budiști
- Lista autorilor de romane polițiste
- Lista autorilor de non fiction
- Lista folcloriștilor
- Lista autorilor de romane istorice
- Lista ilustratorilor de carte
- Lista autorilor militari
- Lista autorilor de literatură despre noile tehnologii
- Lista autorilor de literatură horror
- Lista autorilor de ocultism
- Lista autorilor politici
- Lista romancierilor romantici
- Lista autorilor de popularizarea a științei
- Lista autorilor de scenarii de film
- Lista autorilor de povestiri
- Lista autorilor de literatură spirituală
- Lista autorilor de thriller
- Lista autorilor de ficțiune occidentali
- Lista autorilor de literatură religioasă
- Lista autorilor de romane antistaliniste
- Lista autorilor de romane anticeaușiste
- Lista autorilor români de memorii din închisorile comuniste
- Lista scriitorilor români de literatură science-fiction

## După naționalitate

### Europa
- Listă de scriitori români
- Listă de scriitori francezi
- Listă de scriitori de limbă franceză
- Listă de scriitori germani sau Lista scriitorilor de limbă germană
- Listă de scriitori danezi
- Listă de scriitori ruși
- Listă de scriitori polonezi
- Listă de scriitori bulgari
- Listă de scriitori latini
- Listă de scriitori greci
- Listă de scriitori ciprioți
- Listă de scriitori belgieni
- Listă de scriitori croați
- Listă de scriitori britanici
- Listă de scriitori unguri
- Listă de scriitori olandezi
- Listă de scriitori austrieci
- Listă de scriitori finlandezi
- Listă de scriitori estonieni
- Listă de scriitori lituanieni
- Listă de scriitori suedezi
- Listă de scriitori norvegieni
- Listă de scriitori albanezi
- Listă de scriitori iugoslavi
- Listă de scriitori bosniaci
- Listă de scriitori ucrainieni
- Listă de scriitori români
- Listă de scriitori francezi
- Listă de scriitori italieni
- Listă de scriitori portughezi
- Listă de scriitori de limbă spaniolă
- Listă de scriitori ruși

### Asia
- Listă de scriitori din Asia Centrală
- Listă de scriitori japonezi
- Listă de scriitori coreeni
- Listă de scriitori chinezi
- Listă de scriitori vietnamezi

### America latină
- Listă de scriitori argentinieni
- Listă de scriitori brazilieni
- Listă de scriitori chilieni
- Listă de scriitori columbieni
- Listă de scriitori guatemalezi
- Listă de scriitori paraguayeni
- Listă de scriitori uruguayeni

### Australia
- Listă de scriitori australieni

### America de nord
- Listă de scriitori americani
- Listă de scriitori canadieni

### Orientul Mijlociu
- Listă de scriitori algerieni
- Listă de scriitori arabi clasici
- Listă de scriitori egipteni
- Listă de scriitori libanezi
- Listă de scriitori libieni
- Listă de scriitori turci

## După limbă
- Listă de scriitori de limba germană